# Валда
Валда (итал. Valda) је насеље у Италији у округу Тренто, региону Трентино-Јужни Тирол.
Према процени из 2011. у насељу је живело 214 становника. Насеље се налази на надморској висини од 790 м.

## Становништво
| 1931. | 1936. | 1951. | 1961. | 1971. | 1981. | 1991. | 2001. | 2011. |
| ----- | ----- | ----- | ----- | ----- | ----- | ----- | ----- | ----- |
| 462   | 409   | 383   | 310   | 215   | 199   | 193   | 216   | 227   |